# Nukleáris láncreakció

Nukleáris láncreakcióról beszélünk, ha egy magreakció terméke újabb magreakciót vált ki. Ez a magreakciók számának exponenciális növekedését eredményezi.
Néhány láncreakció egyenlete:
- U-235 + neutron → kisebb atommagok + 2,52 neutron + 180 MeV
- Pu-239 + neutron → kisebb atommagok + 2,95 neutron + 200 MeV

Az atomerőművekben (és a nukleáris fegyverekben) az urán és a plutónium maghasadásának láncreakcióját alkalmazzák. Lényege az, hogy a maghasadás során felszabaduló 2-3 neutron újabb maghasadást váltson ki. A neutronnal a reaktorban alapvetően 3 dolog történhet:
- újabb maghasadást idéz elő
- egy hasadásképtelen atommag befogja
- elhagyja a reaktor aktív térfogatát

Az egy hasadásból származó neutronok számát, amelyek újabb hasadást váltanak ki, k sokszorozási tényezőnek nevezzük. A fentebb felsorolt folyamatok valószínűségeinek aránya határozza meg a k értékét:
- k < 1 a láncreakció megszűnik – szubkritikus állapot
- k = 1 a láncreakció stacionárius (a másodpercenkénti hasadások száma állandó) – kritikus állapot
- k > 1 a másodpercenkénti hasadások száma exponenciálisan növekszik – szuperkritikus állapot

A láncreakció lehetőségét és esetleges katonai alkalmazását Szilárd Leó magyar származású fizikus fedezte föl 1933-ban.